# Fausta nigricornis
Fausta nigricornis là một loài ruồi trong họ Tachinidae.